# 池田富茂
池田 富茂（いけだ とみしげ、1948年4月29日 - ）は、静岡県出身のプロゴルファー。

## 来歴
1977年にプロ入り。
1978年の美津濃プロ新人では松岡金市と共に69をマークし、渡辺三男・平林孝一に次ぐと同時に青木基正・市川良翁・藤木三郎を抑えての3位タイに入った。
1978年の表蔵王国際東北オープンでは初日に田中文雄・松井功・入江勉と共に69をマークして5位タイでスタートし、2日目には田中と共に川田時志春・木本挙国・青木・新井規矩雄・高橋信雄と並んでの4位タイに着けた。
1981年のゴルフダイジェストトーナメントでは初日を倉本昌弘・中村通と共に68をマークして4位タイ、1982年の静岡オープンでは初日を杉原輝雄・今井昌雪・青木・山本政彦と並んでの10位タイでスタートした。
1985年の静岡オープンでは初日を一岡義典・倉本・渡辺修・前田新作・今井と並んでの91位タイでスタートし、2日目には66をマークして宮本康弘・入江・川上実、ブライアン・ジョーンズ（オーストラリア）、尾崎健夫と並んでの11位タイと一気に浮上し、3日目には中村・上原宏一・泉川ピートと並んでの4位タイに着け、最終日には中村と共に青木功と並んでの2位タイに入った。
1987年の静岡オープンでは初日を鈴木豊・海老原清治と共に3アンダー69の4位タイでスタートし、2日目には湯原信光と並んでの首位タイに立ち、3日目も湯原と並んでの首位タイとするが、最終日には松井角次と並んでの8位タイに終わった。
1990年の富山県オープンでは野口裕樹夫と並んでの4位タイ、1992年のアコムインターナショナルでは中村と共にグラハム・マーシュ（オーストラリア）と並んでの6位タイに入った。
1994年のダイドードリンコ静岡オープンでは初日を高橋勝成・鈴木亨、トッド・ハミルトン&デビッド・イシイ（アメリカ）、ピーター・シニア（オーストラリア）、中嶋常幸と並んでの4位タイでスタートした。
1997年のダイドードリンコ静岡オープンを最後にレギュラーツアーから引退し、現在は静岡市葵区の千代ゴルフガーデンで専属プロとしてレッスンを担当。
2017年の静岡プログランドシニアでは藤間達雄の2位、2018年の同大会では藤間と並んでの2位タイに入った。